# Puigcerdà
Puigcerdà är en stad i Gironaprovinsen i Katalonien, i den nordöstra delen Spanien på gränsen till Frankrike. Staden grundades 1177. Puigcerdà gränsar i Spanien till Alp, Fontanals de Cerdanya, Bolvir, Guils de Cerdanya, och i Frankrike till Enveitg, Ur, Bourg-Madame och Palau-de-Cerdagne. 

### Fotnoter
1. ↑  Puigcerdà hos Geonames.org (cc-by); post uppdaterad 2013-11-10; databasdump nerladdad 2016-04-24
2. ↑  ”General calendar of festivities and activities” (på engelska). Puigcerdà. Arkiverad från originalet den 22 februari 2014. https://web.archive.org/web/20140222043959/http://www.puigcerda.cat/gaudeix/guiapuigcerdaangles.pdf. Läst 2 februari 2014.